# Campionato mondiale maschile under 19 di pallavolo 2023
Il campionato mondiale maschile under 19 di pallavolo 2023, diciottesima edizione del campionato mondiale, si è svolto dal 2 all'11 agosto 2023 a San Juan e Villa Krause, in Argentina: al torneo hanno partecipato venti squadre nazionali under 19 e la vittoria finale è andata per la prima volta alla Francia.

## Impianti
|                                                                            |                                                                                             |  |
|                                                                            |                                                                                             |  |
| Estadio Aldo Cantoni Città: San Juan Capienza: 8 000 Anno d'apertura: 1967 | Estadio del Complejo La Superiora Città: Villa Krause Capienza: 2 500 Anno d'apertura: 2019 |  |

## Regolamento

### Formula
Le squadre, divise in quattro gironi mediante sorteggio, hanno disputato una prima fase a gironi con formula del girone all'italiana; al termine della prima fase:
- Le prime quattro di ogni girone hanno acceduto alla fase finale per il primo posto, strutturata in ottavi di finale, quarti di finale, semifinali, finale per il terzo posto e finale.
- Le quattro eliminate ai quarti di finale della fase finale per il primo posto hanno acceduto alla fase finale per il quinto posto, strutturata in semifinali, finale per il settimo posto e finale per il quinto posto.
- Le otto eliminate agli ottavi di finale della fase finale per il primo posto hanno acceduto alla fase finale per il nono posto, strutturata in quarti di finale, semifinali, finale per l'undicesimo posto e finale per il nono posto.
- Le quattro eliminate ai quarti di finale della fase finale per il nono posto hanno acceduto alla fase finale per il tredicesimo posto, strutturata in semifinali, finale per il quindicesimo posto e finale per il tredicesimo posto.
- L'ultima classificata di ogni girone ha acceduto al girone per il diciassettesimo posto, strutturato in un girone all'italiana[3].

### Criteri di classifica
Se il risultato finale è stato di 3-0 o 3-1 sono stati assegnati 3 punti alla squadra vincente e 0 a quella sconfitta, se il risultato finale è stato di 3-2 sono stati assegnati 2 punti alla squadra vincente e 1 a quella sconfitta.
L'ordine del posizionamento in classifica è stato definito in base a:
- Numero di partite vinte;
- Punti;
- Ratio dei set vinti/persi;
- Ratio dei punti realizzati/subiti;
- Risultati degli scontri diretti[4].

## Squadre partecipanti
| Squadra       | Qualificazione                                               | Ultima partecipazione |
| ------------- | ------------------------------------------------------------ | --------------------- |
| Argentina     | Paese organizzatore                                          | Iran 2021             |
| Belgio        | 6ª al campionato europeo maschile under 18 2022              | Iran 2021             |
| Brasile       | 2ª al campionato sudamericano maschile under 19 2022         | Iran 2021             |
| Bulgaria      | 3ª al campionato europeo maschile under 18 2022              | Iran 2021             |
| Cile          | 4ª al campionato sudamericano maschile under 19 2022         | Bahrein 2017          |
| Colombia      | 3ª al campionato sudamericano maschile under 19 2022         | Iran 2021             |
| Corea del Sud | 4ª al campionato asiatico e oceaniano maschile under 18 2022 | Tunisia 2019          |
| Costa Rica    | 5ª alla Coppa panamericana maschile under 19 2022            | Turchia 1993          |
| Egitto        | 2ª al campionato africano maschile under 19 2022             | Iran 2021             |
| Francia       | 2ª al campionato europeo maschile under 18 2022              | Bahrein 2017          |
| Giappone      | 1ª al campionato asiatico e oceaniano maschile under 18 2022 | Tunisia 2019          |
| India         | 3ª al campionato asiatico e oceaniano maschile under 18 2022 | Iran 2021             |
| Iran          | 2ª al campionato asiatico e oceaniano maschile under 18 2022 | Iran 2021             |
| Italia        | 1ª al campionato europeo maschile under 18 2022              | Iran 2021             |
| Messico       | 2ª alla Coppa panamericana maschile under 19 2022            | Tunisia 2019          |
| Nigeria       | 1ª al campionato africano maschile under 19 2022             | Iran 2021             |
| Porto Rico    | 3ª alla Coppa panamericana maschile under 2022               | Bahrein 2017          |
| Serbia        | 4ª al campionato europeo maschile under 18 2022              | Argentina 2011        |
| Slovenia      | 5ª al campionato europeo maschile under 18 2022              | Debutto               |
| Stati Uniti   | 1ª alla Coppa panamericana maschile under 19 2022            | Tunisia 2019          |

## Torneo

### Prima fase
| Girone A    | Girone B | Girone C      | Girone D |
| ----------- | -------- | ------------- | -------- |
| Argentina   | Bulgaria | Colombia      | Belgio   |
| Costa Rica  | Francia  | Corea del Sud | Brasile  |
| Egitto      | Giappone | Iran          | Cile     |
| Serbia      | India    | Nigeria       | Italia   |
| Stati Uniti | Slovenia | Porto Rico    | Messico  |

#### Girone A

##### Risultati
| 2 agosto 2023 Estadio Aldo Cantoni, San Juan Durata: 1h:58 - Spettatori: 230   | Egitto      | 3 - 1 | Serbia      | 25-16, 18-25, 30-28, 28-26 |
| 2 agosto 2023 Estadio Aldo Cantoni, San Juan Durata: 1h:28 - Spettatori: 3 247 | Argentina   | 3 - 0 | Costa Rica  | 25-14, 25-16, 25-13        |
| 3 agosto 2023 Estadio Aldo Cantoni, San Juan Durata: 1h:19 - Spettatori: 280   | Stati Uniti | 3 - 0 | Costa Rica  | 25-20, 25-16, 25-15        |
| 3 agosto 2023 Estadio Aldo Cantoni, San Juan Durata: 1h:18 - Spettatori: 3 450 | Argentina   | 3 - 0 | Serbia      | 25-14, 25-12, 25-22        |
| 4 agosto 2023 Estadio Aldo Cantoni, San Juan Durata: 1h:19 - Spettatori: 115   | Serbia      | 3 - 0 | Costa Rica  | 25-13, 25-18, 25-15        |
| 4 agosto 2023 Estadio Aldo Cantoni, San Juan Durata: 1h:23 - Spettatori: 375   | Egitto      | 0 - 3 | Stati Uniti | 14-25, 18-25, 24-26        |
| 5 agosto 2023 Estadio Aldo Cantoni, San Juan Durata: 1h:36 - Spettatori: 790   | Egitto      | 3 - 0 | Costa Rica  | 25-20, 25-21, 25-21        |
| 5 agosto 2023 Estadio Aldo Cantoni, San Juan Durata: 1h:14 - Spettatori: 5 100 | Argentina   | 0 - 3 | Stati Uniti | 19-25, 18-25, 20-25        |
| 6 agosto 2023 Estadio Aldo Cantoni, San Juan Durata: 1h:31 - Spettatori: 1 400 | Stati Uniti | 1 - 3 | Serbia      | 22-25, 25-18, 21-25, 13-25 |
| 6 agosto 2023 Estadio Aldo Cantoni, San Juan Durata: 1h:51 - Spettatori: 3 480 | Argentina   | 1 - 3 | Egitto      | 16-25, 28-26, 21-25, 21-25 |

##### Classifica
| Pos. | Squadra     | Pt | G | V | P | SV | SP | Ratio | PF  | PS  | Ratio |
| ---- | ----------- | -- | - | - | - | -- | -- | ----- | --- | --- | ----- |
| 1.   | Stati Uniti | 9  | 4 | 3 | 1 | 10 | 3  | 3,333 | 307 | 257 | 1,195 |
| 2.   | Egitto      | 9  | 4 | 3 | 1 | 9  | 5  | 1,800 | 333 | 319 | 1,044 |
| 3.   | Argentina   | 6  | 4 | 2 | 2 | 7  | 6  | 1,167 | 293 | 267 | 1,097 |
| 4.   | Serbia      | 6  | 4 | 2 | 2 | 7  | 7  | 1,000 | 311 | 303 | 1,026 |
| 5.   | Costa Rica  | 0  | 4 | 0 | 4 | 0  | 12 | 0,000 | 202 | 300 | 0,673 |

      Qualificata agli ottavi di finale.
      Qualificata al girone per il 17º posto.

#### Girone B

##### Risultati
| 2 agosto 2023 Estadio Aldo Cantoni, San Juan Durata: 1h:09 - Spettatori: 859   | India    | 0 - 3 | Francia  | 8-25, 8-25, 18-25                |
| 2 agosto 2023 Estadio Aldo Cantoni, San Juan Durata: 2h:07 - Spettatori: 825   | Bulgaria | 3 - 2 | Slovenia | 25-16, 23-25, 24-26, 27-25, 15-9 |
| 3 agosto 2023 Estadio Aldo Cantoni, San Juan Durata: 1h:47 - Spettatori: 1 300 | Giappone | 1 - 3 | Slovenia | 23-25, 13-25, 25-21, 16-25       |
| 3 agosto 2023 Estadio Aldo Cantoni, San Juan Durata: 1h:50 - Spettatori: 250   | Bulgaria | 1 - 3 | Francia  | 21-25, 25-20, 18-25, 19-25       |
| 4 agosto 2023 Estadio Aldo Cantoni, San Juan Durata: 1h:23 - Spettatori: 680   | Slovenia | 0 - 3 | Francia  | 18-25, 20-25, 22-25              |
| 4 agosto 2023 Estadio Aldo Cantoni, San Juan Durata: 1h:16 - Spettatori: 580   | India    | 0 - 3 | Giappone | 12-25, 16-25, 19-25              |
| 5 agosto 2023 Estadio Aldo Cantoni, San Juan Durata: 1h:27 - Spettatori: 320   | India    | 0 - 3 | Slovenia | 9-25, 15-25, 21-25               |
| 5 agosto 2023 Estadio Aldo Cantoni, San Juan Durata: 1h:57 - Spettatori: 550   | Bulgaria | 3 - 1 | Giappone | 34-32, 26-24, 22-25, 25-21       |
| 6 agosto 2023 Estadio Aldo Cantoni, San Juan Durata: 1h:30 - Spettatori: 130   | Giappone | 1 - 3 | Francia  | 15-25, 27-25, 19-25, 23-25       |
| 6 agosto 2023 Estadio Aldo Cantoni, San Juan Durata: 0h:59 - Spettatori: 65    | Bulgaria | 3 - 0 | India    | 25-16, 25-14, 25-17              |

##### Classifica
| Pos. | Squadra  | Pt | G | V | P | SV | SP | Ratio | PF  | PS  | Ratio |
| ---- | -------- | -- | - | - | - | -- | -- | ----- | --- | --- | ----- |
| 1.   | Francia  | 12 | 4 | 4 | 0 | 12 | 2  | 6,000 | 345 | 261 | 1,322 |
| 2.   | Bulgaria | 8  | 4 | 3 | 1 | 10 | 6  | 1,667 | 379 | 345 | 1,099 |
| 3.   | Slovenia | 7  | 4 | 2 | 2 | 8  | 7  | 1,143 | 332 | 311 | 1,068 |
| 4.   | Giappone | 3  | 4 | 1 | 3 | 6  | 9  | 0,667 | 338 | 350 | 0,966 |
| 5.   | India    | 0  | 4 | 0 | 4 | 0  | 12 | 0,000 | 173 | 300 | 0,577 |

      Qualificata agli ottavi di finale.
      Qualificata al girone per il 17º posto.

#### Girone C

##### Risultati
| 2 agosto 2023 Estadio La Superiora, Villa Krause Durata: - Spettatori:           | Nigeria    | 0 - 3 | Porto Rico    | 0-25, 0-25, 0-25           |
| 2 agosto 2023 Estadio La Superiora, Villa Krause Durata: 1h:27 - Spettatori: 40  | Iran       | 3 - 0 | Corea del Sud | 25-20, 25-20, 25-23        |
| 3 agosto 2023 Estadio La Superiora, Villa Krause Durata: 2h:03 - Spettatori: 90  | Colombia   | 1 - 3 | Corea del Sud | 18-25, 25-27, 25-19, 21-25 |
| 3 agosto 2023 Estadio La Superiora, Villa Krause Durata: 1h:17 - Spettatori: 105 | Iran       | 3 - 0 | Porto Rico    | 25-18, 25-15, 25-12        |
| 4 agosto 2023 Estadio La Superiora, Villa Krause Durata: 1h:05 - Spettatori: 175 | Porto Rico | 0 - 3 | Corea del Sud | 13-25, 18-25, 11-25        |
| 4 agosto 2023 Estadio La Superiora, Villa Krause Durata: - Spettatori:           | Nigeria    | 0 - 3 | Colombia      | 0-25, 0-25, 0-25           |
| 5 agosto 2023 Estadio La Superiora, Villa Krause Durata: - Spettatori:           | Nigeria    | 0 - 3 | Corea del Sud | 0-25, 0-25, 0-25           |
| 5 agosto 2023 Estadio La Superiora, Villa Krause Durata: 1h:06 - Spettatori: 25  | Iran       | 3 - 0 | Colombia      | 25-13, 25-22, 25-16        |
| 6 agosto 2023 Estadio La Superiora, Villa Krause Durata: 1h:11 - Spettatori: 77  | Colombia   | 3 - 0 | Porto Rico    | 25-14, 25-21, 26-24        |
| 6 agosto 2023 Estadio La Superiora, Villa Krause Durata: - Spettatori:           | Iran       | 3 - 0 | Nigeria       | 25-0, 25-0, 25-0           |

##### Classifica
| Pos. | Squadra       | Pt | G | V | P | SV | SP | Ratio | PF  | PS  | Ratio |
| ---- | ------------- | -- | - | - | - | -- | -- | ----- | --- | --- | ----- |
| 1.   | Iran          | 12 | 4 | 4 | 0 | 12 | 0  | MAX   | 300 | 159 | 1,887 |
| 2.   | Corea del Sud | 9  | 4 | 3 | 1 | 9  | 4  | 2,250 | 309 | 206 | 1,500 |
| 3.   | Colombia      | 6  | 4 | 2 | 2 | 7  | 6  | 1,167 | 291 | 230 | 1,265 |
| 4.   | Porto Rico    | 3  | 4 | 1 | 3 | 3  | 9  | 0,333 | 221 | 226 | 0,978 |
| 5.   | Nigeria       | 0  | 4 | 0 | 4 | 0  | 12 | 0,000 | 0   | 300 | 0,000 |

      Qualificata agli ottavi di finale.
      Ritirata.

#### Girone D

##### Risultati
| 2 agosto 2023 Estadio La Superiora, Villa Krause Durata: 1h:23 - Spettatori: 100 | Brasile | 3 - 0 | Messico | 25-19, 25-17, 25-23               |
| 2 agosto 2023 Estadio La Superiora, Villa Krause Durata: 1h:25 - Spettatori: 50  | Italia  | 3 - 0 | Cile    | 25-19, 25-16, 25-19               |
| 3 agosto 2023 Estadio La Superiora, Villa Krause Durata: 1h:22 - Spettatori: 80  | Belgio  | 3 - 0 | Cile    | 25-21, 25-18, 25-22               |
| 3 agosto 2023 Estadio La Superiora, Villa Krause Durata: 1h:24 - Spettatori: 75  | Italia  | 3 - 0 | Messico | 25-20, 25-15, 25-21               |
| 4 agosto 2023 Estadio La Superiora, Villa Krause Durata: 1h:45 - Spettatori: 85  | Messico | 3 - 1 | Cile    | 25-14, 25-19, 20-25, 25-22        |
| 4 agosto 2023 Estadio La Superiora, Villa Krause Durata: 2h:20 - Spettatori: 100 | Brasile | 2 - 3 | Belgio  | 25-18, 25-21, 21-25, 18-25, 13-15 |
| 5 agosto 2023 Estadio La Superiora, Villa Krause Durata: 1h:08 - Spettatori: 125 | Brasile | 3 - 0 | Cile    | 25-11, 25-17, 25-21               |
| 5 agosto 2023 Estadio La Superiora, Villa Krause Durata: 1h:37 - Spettatori: 55  | Italia  | 3 - 1 | Belgio  | 25-16, 25-15, 23-25, 26-24        |
| 6 agosto 2023 Estadio La Superiora, Villa Krause Durata: 1h:07 - Spettatori: 100 | Belgio  | 3 - 0 | Messico | 25-19, 25-22, 25-17               |
| 6 agosto 2023 Estadio La Superiora, Villa Krause Durata: 1h:52 - Spettatori: 150 | Italia  | 3 - 1 | Brasile | 25-17, 25-23, 24-26, 25-23        |

##### Classifica
| Pos. | Squadra | Pt | G | V | P | SV | SP | Ratio | PF  | PS  | Ratio |
| ---- | ------- | -- | - | - | - | -- | -- | ----- | --- | --- | ----- |
| 1.   | Italia  | 12 | 4 | 4 | 0 | 12 | 2  | 6,000 | 348 | 279 | 1,247 |
| 2.   | Belgio  | 8  | 4 | 3 | 1 | 10 | 5  | 2,000 | 334 | 320 | 1,044 |
| 3.   | Brasile | 7  | 4 | 2 | 2 | 9  | 6  | 1,500 | 341 | 311 | 1,096 |
| 4.   | Messico | 3  | 4 | 1 | 3 | 3  | 10 | 0,300 | 268 | 305 | 0,879 |
| 5.   | Cile    | 0  | 4 | 0 | 4 | 1  | 12 | 0,083 | 244 | 320 | 0,762 |

      Qualificata agli ottavi di finale.
      Qualificata al girone per il 17º posto.

### Finali 1º e 3º posto
|  | Ottavi di finale | Ottavi di finale | Ottavi di finale |  |  | Quarti di finale | Quarti di finale | Quarti di finale |               |   | Semifinali | Semifinali    | Semifinali |      |   | Finale          | Finale          | Finale          |  |
|  |                  |                  |                  |  |  |                  |                  |                  |               |   |            |               |            |      |   |                 |                 |                 |  |
|  | 1A               | Stati Uniti      | 3                |  |  |                  |                  |                  |               |   |            |               |            |      |   |                 |                 |                 |  |
|  | 4C               | Porto Rico       | 0                |  |  | 1A               | Stati Uniti      | 3                |               |   |            |               |            |      |   |                 |                 |                 |  |
|  | 2B               | Bulgaria         | 3                |  |  | 2B               | Bulgaria         | 0                |               |   |            |               |            |      |   |                 |                 |                 |  |
|  | 3D               | Brasile          | 2                |  |  |                  |                  |                  |               |   | 1A         | Stati Uniti   | 0          |      |   |                 |                 |                 |  |
|  | 1B               | Francia          | 3                |  |  |                  |                  | 1B               | Francia       | 3 |            |               |            |      |   |                 |                 |                 |  |
|  | 4D               | Messico          | 0                |  |  | 1B               | Francia          | 3                |               |   |            |               |            |      |   |                 |                 |                 |  |
|  | 2A               | Egitto           | 3                |  |  | 2A               | Egitto           | 0                |               |   |            |               |            |      |   |                 |                 |                 |  |
|  | 3C               | Colombia         | 1                |  |  |                  |                  |                  |               |   | 1B         | Francia       | 3          |      |   |                 |                 |                 |  |
|  | 1C               | Iran             | 3                |  |  |                  |                  |                  |               |   |            |               | 1C         | Iran | 1 |                 |                 |                 |  |
|  | 4A               | Serbia           | 2                |  |  | 1C               | Iran             | 3                |               |   |            |               |            |      |   |                 |                 |                 |  |
|  | 2D               | Belgio           | 3                |  |  | 2D               | Belgio           | 0                |               |   |            |               |            |      |   |                 |                 |                 |  |
|  | 3B               | Slovenia         | 1                |  |  |                  |                  |                  |               |   | 1C         | Iran          | 3          |      |   | Finale 3º posto | Finale 3º posto | Finale 3º posto |  |
|  | 1D               | Italia           | 3                |  |  |                  |                  | 2C               | Corea del Sud | 1 |            |               |            |      |   |                 |                 |                 |  |
|  | 4B               | Giappone         | 0                |  |  | 1D               | Italia           | 0                |               |   |            |               |            |      |   | 1A              | Stati Uniti     | 1               |  |
|  | 2C               | Corea del Sud    | 3                |  |  | 2C               | Corea del Sud    | 3                |               |   | 2C         | Corea del Sud | 3          |      |   |                 |                 |                 |  |
|  | 3A               | Argentina        | 2                |  |  |                  |                  |                  |               |   |            |               |            |      |   |                 |                 |                 |  |

#### Ottavi di finale
| 8 agosto 2023 Estadio Aldo Cantoni, San Juan Durata: 1h:40 - Spettatori: 200    | Egitto        | 3 - 1 | Colombia   | 25-21, 20-25, 25-16, 30-28        |
| 8 agosto 2023 Estadio La Superiora, Villa Krause Durata: 1h:48 - Spettatori: 55 | Belgio        | 3 - 1 | Slovenia   | 25-18, 26-28, 31-29, 25-22        |
| 8 agosto 2023 Estadio Aldo Cantoni, San Juan Durata: 2h:07 - Spettatori: 300    | Iran          | 3 - 2 | Serbia     | 11-25, 25-19, 24-26, 25-18, 15-12 |
| 8 agosto 2023 Estadio La Superiora, Villa Krause Durata: 1h:00 - Spettatori: 45 | Francia       | 3 - 0 | Messico    | 25-19, 25-15, 25-13               |
| 8 agosto 2023 Estadio Aldo Cantoni, San Juan Durata: 1h:45 - Spettatori: 3 310  | Corea del Sud | 3 - 2 | Argentina  | 17-25, 25-21, 25-20, 17-25, 15-9  |
| 8 agosto 2023 Estadio La Superiora, Villa Krause Durata: 1h:35 - Spettatori: 61 | Bulgaria      | 3 - 2 | Brasile    | 25-17, 19-25, 23-25, 25-14, 15-9  |
| 8 agosto 2023 Estadio Aldo Cantoni, San Juan Durata: 1h:08 - Spettatori: 495    | Stati Uniti   | 3 - 0 | Porto Rico | 28-26, 25-17, 25-17               |
| 8 agosto 2023 Estadio La Superiora, Villa Krause Durata: 1h:05 - Spettatori: ?  | Italia        | 3 - 0 | Giappone   | 25-20, 25-12, 25-23               |

#### Quarti di finale
| 9 agosto 2023 Estadio Aldo Cantoni, San Juan Durata: 1h:12 - Spettatori: 750     | Stati Uniti | 3 - 0 | Bulgaria      | 25-21, 25-21, 28-26 |
| 9 agosto 2023 Estadio Aldo Cantoni, San Juan Durata: 1h:01 - Spettatori: 1 200   | Francia     | 3 - 0 | Egitto        | 25-21, 25-11, 25-17 |
| 9 agosto 2023 Estadio Aldo Cantoni, San Juan Durata: 1h:02 - Spettatori: 155     | Iran        | 3 - 0 | Belgio        | 25-20, 25-15, 25-12 |
| 9 agosto 2023 Estadio La Superiora, Villa Krause Durata: 1h:19 - Spettatori: 114 | Italia      | 0 - 3 | Corea del Sud | 25-27, 16-25, 26-28 |

#### Semifinali
| 10 agosto 2023 Estadio Aldo Cantoni, San Juan Durata: 0h:58 - Spettatori: 1 255 | Stati Uniti | 0 - 3 | Francia       | 10-25, 17-25, 12-25        |
| 10 agosto 2023 Estadio Aldo Cantoni, San Juan Durata: 1h:43 - Spettatori: 1 180 | Iran        | 3 - 1 | Corea del Sud | 18-25, 25-21, 25-20, 25-16 |

#### Finale 3º posto
| 11 agosto 2023 Estadio Aldo Cantoni, San Juan Durata: 1h:41 - Spettatori: 1 015 | Stati Uniti | 1 - 3 | Corea del Sud | 18-25, 19-25, 25-21, 23-25 |

#### Finale
| 11 agosto 2023 Estadio Aldo Cantoni, San Juan Durata: 1h:35 - Spettatori: 3 150 | Francia | 3 - 1 | Iran | 25-22, 16-25, 25-18, 25-21 |

### Finali 5º e 7º posto
|  | Semifinali 5º-8º posto | Semifinali 5º-8º posto | Semifinali 5º-8º posto |        |    | Finale 5º posto | Finale 5º posto | Finale 5º posto |  |
|  |                        |                        |                        |        |    |                 |                 |                 |  |
|  | 2B                     | Bulgaria               | 3                      |        |    |                 |                 |                 |  |
|  | 2B                     | Bulgaria               | 3                      |        |    |                 |                 |                 |  |
|  | 2A                     | Egitto                 | 2                      |        |    |                 |                 |                 |  |
|  | 2A                     | Egitto                 | 2                      |        | 2B | Bulgaria        | 3               |                 |  |
|  |                        |                        |                        |        | 2B | Bulgaria        | 3               |                 |  |
|  |                        |                        | 2D                     | Belgio | 1  |                 |                 |                 |  |
|  | 2D                     | Belgio                 | 2D                     | Belgio | 1  | 3               |                 |                 |  |
|  | 2D                     | Belgio                 |                        |        |    | 3               |                 |                 |  |
|  | 1D                     | Italia                 | 2                      |        |    | Finale 7º posto | Finale 7º posto | Finale 7º posto |  |
|  | 1D                     | Italia                 | 2                      |        |    |                 |                 |                 |  |
|  |                        |                        |                        |        |    |                 |                 |                 |  |
|  |                        |                        |                        |        |    | 2A              | Egitto          | 0               |  |
|  |                        |                        |                        |        |    | 2A              | Egitto          | 0               |  |
|  |                        |                        |                        |        |    | 1D              | Italia          | 3               |  |

#### Semifinali
| 10 agosto 2023 Estadio Aldo Cantoni, San Juan Durata: 2h:00 - Spettatori: 780   | Bulgaria | 3 - 2 | Egitto | 25-23, 26-28, 25-21, 22-25, 15-12 |
| 10 agosto 2023 Estadio Aldo Cantoni, San Juan Durata: 1h:51 - Spettatori: 1 120 | Belgio   | 3 - 2 | Italia | 18-25, 25-22, 16-25, 25-20, 17-15 |

#### Finale 7º posto
| 11 agosto 2023 Estadio Aldo Cantoni, San Juan Durata: 0h:57 - Spettatori: 60 | Egitto | 0 - 3 | Italia | 16-25, 22-25, 23-25 |

#### Finale 5º posto
| 11 agosto 2023 Estadio Aldo Cantoni, San Juan Durata: 1h:24 - Spettatori: 168 | Bulgaria | 3 - 1 | Belgio | 25-23, 21-25, 25-9, 25-22 |

### Finali 9º e 11º posto
|  | Quarti di finale 9º-16º posto | Quarti di finale 9º-16º posto | Quarti di finale 9º-16º posto |          |    | Semifinali 9º-12º posto | Semifinali 9º-12º posto | Semifinali 9º-12º posto |    |                  | Finale 9º posto  | Finale 9º posto  | Finale 9º posto |  |
|  |                               |                               |                               |          |    |                         |                         |                         |    |                  |                  |                  |                 |  |
|  | 4C                            | Porto Rico                    | 0                             |          |    |                         |                         |                         |    |                  |                  |                  |                 |  |
|  | 4C                            | Porto Rico                    | 0                             |          |    |                         |                         |                         |    |                  |                  |                  |                 |  |
|  | 3D                            | Brasile                       | 3                             |          |    |                         |                         |                         |    |                  |                  |                  |                 |  |
|  | 3D                            | Brasile                       | 3                             |          | 3D | Brasile                 | 3                       |                         |    |                  |                  |                  |                 |  |
|  |                               |                               |                               |          | 3D | Brasile                 | 3                       |                         |    |                  |                  |                  |                 |  |
|  |                               |                               | 4D                            | Messico  | 1  |                         |                         |                         |    |                  |                  |                  |                 |  |
|  | 4D                            | Messico                       | 4D                            | Messico  | 1  | 3                       |                         |                         |    |                  |                  |                  |                 |  |
|  | 4D                            | Messico                       |                               |          |    |                         |                         |                         |    |                  |                  |                  |                 |  |
|  | 3C                            | Colombia                      | 2                             |          |    |                         |                         |                         |    |                  |                  |                  |                 |  |
|  | 3C                            | Colombia                      | 2                             |          | 3D | Brasile                 | 3                       |                         |    |                  |                  |                  |                 |  |
|  |                               |                               |                               |          |    |                         |                         |                         |    |                  |                  |                  |                 |  |
|  |                               |                               | 3B                            | Slovenia | 2  |                         |                         |                         |    |                  |                  |                  |                 |  |
|  | 4A                            | Serbia                        | 3B                            | Slovenia | 2  | 0                       |                         |                         |    |                  |                  |                  |                 |  |
|  | 4A                            | Serbia                        |                               |          |    | 0                       |                         |                         |    |                  |                  |                  |                 |  |
|  | 3B                            | Slovenia                      | 3                             |          |    |                         |                         |                         |    |                  |                  |                  |                 |  |
|  | 3B                            | Slovenia                      | 3                             |          | 3B | Slovenia                | 3                       |                         |    | Finale 11º posto | Finale 11º posto | Finale 11º posto |                 |  |
|  |                               |                               |                               |          | 3B | Slovenia                | 3                       |                         |    |                  |                  |                  |                 |  |
|  |                               |                               | 4B                            | Giappone | 1  |                         |                         |                         |    |                  |                  |                  |                 |  |
|  | 4B                            | Giappone                      | 4B                            | Giappone | 1  | 3                       |                         |                         | 4D | Messico          | 0                |                  |                 |  |
|  | 4B                            | Giappone                      |                               |          |    |                         |                         |                         | 4D | Messico          | 0                |                  |                 |  |
|  | 3A                            | Argentina                     | 2                             |          |    | 4B                      | Giappone                | 3                       |    |                  |                  |                  |                 |  |

#### Quarti di finale
| 9 agosto 2023 Estadio La Superiora, Villa Krause Durata: 1h:11 - Spettatori: 100 | Porto Rico | 0 - 3 | Brasile   | 9-25, 11-25, 18-25                |
| 9 agosto 2023 Estadio La Superiora, Villa Krause Durata: 1h:49 - Spettatori: 250 | Messico    | 3 - 2 | Colombia  | 25-23, 17-25, 23-25, 25-22, 15-12 |
| 9 agosto 2023 Estadio La Superiora, Villa Krause Durata: 1h:13 - Spettatori: 83  | Serbia     | 0 - 3 | Slovenia  | 17-25, 21-25, 23-25               |
| 9 agosto 2023 Estadio Aldo Cantoni, San Juan Durata: 1h:45 - Spettatori: 1 210   | Giappone   | 3 - 2 | Argentina | 25-22, 25-18, 18-25, 20-25, 15-11 |

#### Semifinali
| 10 agosto 2023 Estadio La Superiora, Villa Krause Durata: 1h:23 - Spettatori: 50 | Brasile  | 3 - 1 | Messico  | 24-26, 25-10, 25-16, 25-19 |
| 10 agosto 2023 Estadio La Superiora, Villa Krause Durata: 1h:18 - Spettatori: 50 | Slovenia | 3 - 1 | Giappone | 25-20, 25-6, 17-25, 25-17  |

#### Finale 11º posto
| 11 agosto 2023 Estadio La Superiora, Villa Krause Durata: 1h:00 - Spettatori: 28 | Messico | 0 - 3 | Giappone | 18-25, 18-25, 14-25 |

#### Finale 9º posto
| 11 agosto 2023 Estadio La Superiora, Villa Krause Durata: 1h:43 - Spettatori: 75 | Brasile | 3 - 2 | Slovenia | 20-25, 25-15, 25-18, 22-25, 16-14 |

### Finali 13º e 15º posto
|  | Semifinali 13º-16º posto | Semifinali 13º-16º posto | Semifinali 13º-16º posto |           |    | Finale 13º posto | Finale 13º posto | Finale 13º posto |  |
|  |                          |                          |                          |           |    |                  |                  |                  |  |
|  | 4C                       | Porto Rico               | 2                        |           |    |                  |                  |                  |  |
|  | 4C                       | Porto Rico               | 2                        |           |    |                  |                  |                  |  |
|  | 3C                       | Colombia                 | 3                        |           |    |                  |                  |                  |  |
|  | 3C                       | Colombia                 | 3                        |           | 3C | Colombia         | 0                |                  |  |
|  |                          |                          |                          |           | 3C | Colombia         | 0                |                  |  |
|  |                          |                          | 3A                       | Argentina | 3  |                  |                  |                  |  |
|  | 4A                       | Serbia                   | 3A                       | Argentina | 3  | 1                |                  |                  |  |
|  | 4A                       | Serbia                   |                          |           |    | 1                |                  |                  |  |
|  | 3A                       | Argentina                | 3                        |           |    | Finale 15º posto | Finale 15º posto | Finale 15º posto |  |
|  | 3A                       | Argentina                | 3                        |           |    |                  |                  |                  |  |
|  |                          |                          |                          |           |    |                  |                  |                  |  |
|  |                          |                          |                          |           |    | 4C               | Porto Rico       | 0                |  |
|  |                          |                          |                          |           |    | 4C               | Porto Rico       | 0                |  |
|  |                          |                          |                          |           |    | 4A               | Serbia           | 3                |  |

#### Semifinali
| 10 agosto 2023 Estadio La Superiora, Villa Krause Durata: 1h:55 - Spettatori: 35  | Porto Rico | 2 - 3 | Colombia  | 25-21, 24-26, 25-17, 21-25, 10-15 |
| 10 agosto 2023 Estadio La Superiora, Villa Krause Durata: 1h:22 - Spettatori: 210 | Serbia     | 1 - 3 | Argentina | 25-8, 20-25, 20-25, 19-25         |

#### Finale 15º posto
| 11 agosto 2023 Estadio La Superiora, Villa Krause Durata: 1h:17 - Spettatori: 35 | Porto Rico | 0 - 3 | Serbia | 23-25, 19-25, 23-25 |

#### Finale 13º posto
| 11 agosto 2023 Estadio La Superiora, Villa Krause Durata: 0h:57 - Spettatori: 180 | Colombia | 0 - 3 | Argentina | 21-25, 19-25, 8-25 |

### Girone 17º posto

#### Risultati
| 8 agosto 2023 Estadio Aldo Cantoni, San Juan Durata: - Spettatori:               | Costa Rica | 3 - 0 | Nigeria | 25-0, 25-0, 25-0                  |
| 8 agosto 2023 Estadio La Superiora, Villa Krause Durata: 1h:08 - Spettatori: 30  | India      | 3 - 0 | Cile    | 27-25, 25-16, 25-17               |
| 9 agosto 2023 Estadio Aldo Cantoni, San Juan Durata: - Spettatori:               | India      | 3 - 0 | Nigeria | 25-0, 25-0, 25-0                  |
| 9 agosto 2023 Estadio La Superiora, Villa Krause Durata: 1h:55 - Spettatori: 30  | Costa Rica | 2 - 3 | Cile    | 15-25, 25-17, 25-19, 20-25, 15-17 |
| 10 agosto 2023 Estadio Aldo Cantoni, San Juan Durata: - Spettatori:              | Nigeria    | 0 - 3 | Cile    | 0-25, 0-25, 0-25                  |
| 10 agosto 2023 Estadio La Superiora, Villa Krause Durata: 1h:45 - Spettatori: 15 | Costa Rica | 3 - 2 | India   | 25-21, 25-23, 20-25, 19-25, 15-12 |

#### Classifica
| Pos. | Squadra    | Pt | G | V | P | SV | SP | Ratio | PF  | PS  | Ratio |
| ---- | ---------- | -- | - | - | - | -- | -- | ----- | --- | --- | ----- |
| 17.  | India      | 7  | 3 | 2 | 1 | 8  | 3  | 2,667 | 258 | 162 | 1,593 |
| 18.  | Costa Rica | 6  | 3 | 2 | 1 | 8  | 5  | 1,600 | 279 | 209 | 1,335 |
| 19.  | Cile       | 5  | 3 | 2 | 1 | 6  | 5  | 1,200 | 236 | 177 | 1,333 |
| 20.  | Nigeria    | 0  | 3 | 0 | 3 | 0  | 9  | 0,000 | 0   | 225 | 0,000 |

      Ritirata.

## Classifica finale
| Pos | Squadra       | Rosa |
| --- | ------------- | --- |
|     | Francia       | Formazione: 2 Duflos Rossi, 3 Tizi-Oualou, 4 Henno, 6 Scherer, 7 Roure, 8 Pujol, 9 Lopez, 11 Leroyer, 12 Duthoit, 13 Seddik, 14 Laurencé, 17 Diouf, CT: Belmadi                           |
|     | Iran          | Formazione: 1 Behboudnia, 3 Kook Jili, 4 Saedati, 5 AliKhani, 8 Tabatabaei, 9 Mahdian, 11 Alejalil, 12 Hosseini, 15 Barzkar, 18 Arab, 20 Ghelichniazi, 66 Narimani, CT: Farjad            |
|     | Corea del Sud | Formazione: 1 Lee W., 3 Yun S., 4 Lee Y., 5 Yeo, 6 Bae, 7 Yoon, 11 Lee S., 13 Kim G., 15 Jeong, 16 Jang, 17 Yun G., 18 Kang, CT: Kim J.                                                   |
| 4   | Stati Uniti   | Formazione: 1 Larson, 5 Turner, 6 Loiola, 7 Taliaferro, 11 Kearney, 12 Foley, 13 Kelly, 14 Sani, 15 Aruya, 16 Rosenthal, 17 Whitfield, 19 Carreira, CT: Sullivan                          |
| 5   | Bulgaria      | Formazione: 1 S. Nikolov, 2 Vitekov, 5 Čipev, 6 Kozelov, 7 Zlatkov, 8 Delibosov, 9 Titrijski, 10 A. Nikolov, 11 Žekov, 13 Kăndev, 14 Ivanov, 17 Andreev, CT: Živkov                       |
| 6   | Belgio        | Formazione: 2 Van Hooghten, 3 M. Verwimp, 5 Van Looveren, 6 Maerten, 7 De Vleeschhauwer, 9 Spiessens, 10 Ponseele, 12 Lips, 13 K. Verwimp, 15 Roelens, 17 Vandecruys, 21 Bus, CT: Moyaert |
| 7   | Italia        | Formazione: 2 Miraglia, 3 Bristot, 4 Morazzini, 5 Magliano, 6 Selleri, 8 Carpita, 9 Taiwo, 10 Fedrici, 11 Mati, 13 Barotto, 14 Bonisoli, 15 Pozzebon, CT: Zanin                           |
| 8   | Egitto        | Formazione: 1 Hassan, 2 Salah, 3 Elrassas, 4 Abdelbaki, 5 Hazem, 6 Elkomy, 8 Salama, 9 Abdelhamid, 10 Helawy, 15 Abdelmaksood, 21 Elsafy Awad, 25 Masoud, CT: Samir                       |
| 9   | Brasile       | Formazione: 1 Centola, 2 Neto, 4 Guedes, 5 Alves, 6 Miranda, 8 Portilho, 9 Parra, 10 Ávila, 11 Vaccari, 15 Galando, 17 Dobkowski, 18 Pereira, CT: Rodrigues                               |
| 10  | Slovenia      | Formazione: 2 Frece, 4 Križanič, 6 Karadža Pevc, 7 Podbregar Špes, 9 Suhadolnik, 12 Oman, 13 Marovt, 14 Najdič, 15 Okorn, 16 Purgar, 17 Drobnič, 20 Kržič, CT: Kšela                      |
| 11  | Giappone      | Formazione: 1 Yamashita, 3 Matsui, 4 Takata, 6 O. Yoshihara, 7 Fujiyama, 8 Moriuchi, 9 Taniguchi, 10 Yamaguchi, 12 Fujita, 14 Watanabe, 16 S. Yoshihara, 20 Shiotsuka, CT: Takeuchi       |
| 12  | Messico       | Formazione: 1 Miranda, 3 Sagnelli, 7 Vargas, 8 Flores, 9 Grijalva, 10 Ramírez, 11 Serrano, 12 Soto, 15 Cravioto, 16 Adame, 17 Cadena, 21 Hernández, CT: Viña                              |
| 13  | Argentina     | Formazione: 1 Danna, 3 Milidoni, 4 Ramos, 5 Sánchez, 6 Gómez, 7 Giraudo, 8 Astegiano, 9 López, 10 Díaz, 12 Molini, 18 Herbsommer, 19 Duek, CT: Blanco                                     |
| 14  | Colombia      | Formazione: 1 Restrepo, 6 Velasco, 7 Banguera, 8 Aguilera, 9 Ortíz, 10 Tello, 11 Bentancourt, 15 Ortiz, 16 Campillo, 17 Cuenu, 19 Rivas, 20 Gil, CT: Osorio                               |
| 15  | Serbia        | Formazione: 1 Milanović, 2 Veselić, 3 Maćešić, 6 Dopuđ, 7 Starović, 8 Stepanović, 10 Brborić, 12 Antić, 13 Aleksić, 15 Nedić, 16 Dakić, 22 Stanojević, CT: Mačužić                        |
| 16  | Porto Rico    | Formazione: 2 Velázquez, 3 Delgado, 4 Henwood, 6 López, 7 Torres, 8 Estrada, 11 Colón, 12 Rosado, 13 Figueroa, 14 Rivera, 16 Roark, 17 González, CT: Lawrence                             |
| 17  | India         | Formazione: 1 Kumar, 2 Selvam, 3 Sandeep, 5 Razza, 7 Chaudhary, 9 Choudhary, 10 Giri, 11 Singh, 13 Dagar, 17 Kaleeswaran, 18 Shekho, 19 Baliyan, CT: Sridharan                            |
| 18  | Costa Rica    | Formazione: 1 Vargas, 5 Córdoba, 7 Araya, 8 Vanega, 9 Rodriguez, 11 Parra, 12 Obando, 15 Brown, 17 Arias, 19 Grant, 22 González, 25 Jiménez, CT: Argüello                                 |
| 19  | Cile          | Formazione: 1 Matus, 2 Espinoza, 5 Valenzuela, 6 Ruiz, 7 Gei, 8 Carreño, 9 Rafaeli, 10 Sirhan, 11 Villarroel, 13 Quidel, 15 J. San Martín, 16 B. San Martín, CT: Villarreal               |
| 20  | Nigeria       | Ritirata prima dell'inizio della competizione |

## Premi individuali
| Premio                | Nome               | Squadra       |
| --------------------- | ------------------ | ------------- |
| MVP                   | Mathis Henno       | Francia       |
| Miglior palleggiatore | Amir Tizi-Oualou   | Francia       |
| Miglior opposto       | Thomas Pujol       | Francia       |
| Miglior schiacciatore | Mathis Henno       | Francia       |
| Miglior schiacciatore | Lee Woo-jin        | Corea del Sud |
| Miglior centrale      | Joris Seddik       | Francia       |
| Miglior centrale      | Armin Ghelichniazi | Iran          |
| Miglior libero        | Seyed Tabatabaei   | Iran          |

## Statistiche
| Rendimento individuale | Rendimento individuale | Rendimento individuale | Rendimento individuale |
| Pos.                   | Nome                   | Punti                  | Squadra                |
| ---------------------- | ---------------------- | ---------------------- | ---------------------- |
| 1                      | Kristijan Titrijski    | 161                    | Bulgaria               |
| 2                      | Luka Marovt            | 152                    | Slovenia               |
| 3                      | Shrief Helawy          | 150                    | Egitto                 |
| 4                      | Fausto Díaz            | 138                    | Argentina              |
| 5                      | Aleksandăr Kăndev      | 136                    | Bulgaria               |
| 6                      | Lorenzo Magliano       | 127                    | Italia                 |
| 7                      | Iñaki Ramos            | 123                    | Argentina              |
| 7                      | Inés Vargas            | 123                    | Messico                |
| 9                      | Lee Woo-jin            | 117                    | Corea del Sud          |
| 10                     | Bryan Alves            | 114                    | Brasile                |

| Attacchi vincenti | Attacchi vincenti   | Attacchi vincenti | Attacchi vincenti |
| Pos.              | Nome                | Punti             | Squadra           |
| ----------------- | ------------------- | ----------------- | ----------------- |
| 1                 | Shrief Helawy       | 141               | Egitto            |
| 2                 | Kristijan Titrijski | 138               | Bulgaria          |
| 3                 | Luka Marovt         | 129               | Slovenia          |
| 4                 | Fausto Díaz         | 120               | Argentina         |
| 5                 | Aleksandăr Kăndev   | 114               | Bulgaria          |
| 5                 | Lorenzo Magliano    | 114               | Italia            |
| 7                 | Inés Vargas         | 111               | Messico           |
| 8                 | Lee Woo-jin         | 107               | Corea del Sud     |
| 9                 | Iñaki Ramos         | 103               | Argentina         |
| 10                | Sean Kelly          | 100               | Stati Uniti       |

| Muri vincenti | Muri vincenti      | Muri vincenti | Muri vincenti |
| Pos.          | Nome               | Punti         | Squadra       |
| ------------- | ------------------ | ------------- | ------------- |
| 1             | Youssef Elrassas   | 33            | Egitto        |
| 2             | Harry Rivas        | 32            | Colombia      |
| 3             | Joris Seddik       | 28            | Francia       |
| 4             | Digvijay Singh     | 25            | India         |
| 5             | Kostadin Kozelov   | 21            | Bulgaria      |
| 5             | Pardo Mati         | 21            | Italia        |
| 7             | Armin Ghelichniazi | 19            | Iran          |
| 7             | Henrique Guedes    | 19            | Brasile       |
| 7             | Aleksandăr Nikolov | 19            | Bulgaria      |
| 7             | Tread Rosenthal    | 19            | Stati Uniti   |

| Battute vincenti | Battute vincenti   | Battute vincenti | Battute vincenti |
| Pos.             | Nome               | Punti            | Squadra          |
| ---------------- | ------------------ | ---------------- | ---------------- |
| 1                | Simeon Nikolov     | 28               | Bulgaria         |
| 2                | Mathis Henno       | 18               | Francia          |
| 3                | Luka Marovt        | 12               | Slovenia         |
| 4                | Tommaso Barotto    | 11               | Italia           |
| 5                | Armin Ghelichniazi | 10               | Iran             |
| 5                | Aleksandăr Kăndev  | 10               | Bulgaria         |
| 7                | Nikola Brborić     | 9                | Serbia           |
| 7                | Henrique Guedes    | 9                | Brasile          |
| 7                | Diego Hernández    | 9                | Messico          |
| 7                | Seyed Hosseini     | 9                | Iran             |
| 7                | Juan Restrepo      | 9                | Colombia         |